# Кућа архитекте Јована Илкића у Београду
Кућа архитекте Јована Илкића налази се у градској општини Савски венац, у улици Милоша Поцерца 32 у Београду. Уврштена је у споменик културе Србије.

## Историјат и архитектура
Кућа је пројектовао српски архитекта Јован Илкић, 1896. године по сопственом нацрту, као слободностојећи објекат смештен на регулационој линији с посебним, бочним, колским пролазом који води у двориште. Просторна организација основе приземља конципирана је путем асиметричног централног плана. Улазни вестибил налази се бочно и оријентисан је ка дворишту у комуникацији са централним холом из којег се долази до осталих просторија објекта. Спратни део куће чине просторије намењене становању, а у сутерену налазе се помоћне просторије и собе, које су служиле као радни и канцеларијски простор.
Мансардни спрат, смештен у угаоном ризалиту, намењен је стамбеној функцији. Оваква организација представља слободну реинтерпретацију концепта широко примењиване академистичке шеме организације простора путем централног плана, која своје корене вуче из традиције ренесансе, архитектонског опуса Андреа Паладија и немачког класицизма.
Кућа је позиционирана као самостојећа на парцели, а све четири фасаде су декоративно обрађене, а ниједна фасада нема симетрију карактеристичну за академизам. Вертикализам је акцентован угаоним ризалитом, окренутим ка улици, на којем је смештен мансардни спрат, надвишен металним кровом конкавних површина и фино профилисаним окулусима. Овај део објекта је добио и посебан декоративни третман. Бочни пиластри су снажно избачени и обогаћени профилисаним вертикалним конзолама с флоралном декорацијом, наглашавајући и истичући ивице мансардног спрата. Прозор угаоног ризалита је фланкиран избаченим пиластрима и надвишен прекинутим тимпаноном смештеним у зони прозора мансардног спрата.
Кућа Јована Илкића је од културно-историјског значаја, а спомеником културе Србије проглашена је 2015. године.